# Girancourt
Girancourt ist eine französische Gemeinde mit 873 Einwohnern (Stand 1. Januar 2022) im Département Vosges in der Region Grand Est. Sie gehört zum Arrondissement Épinal und zum Kommunalverband Agglomération d’Épinal.

## Geografie
Die Gemeinde Girancourt liegt zwölf Kilometer westlich von Épinal im Zentrum des Départements Vosges.

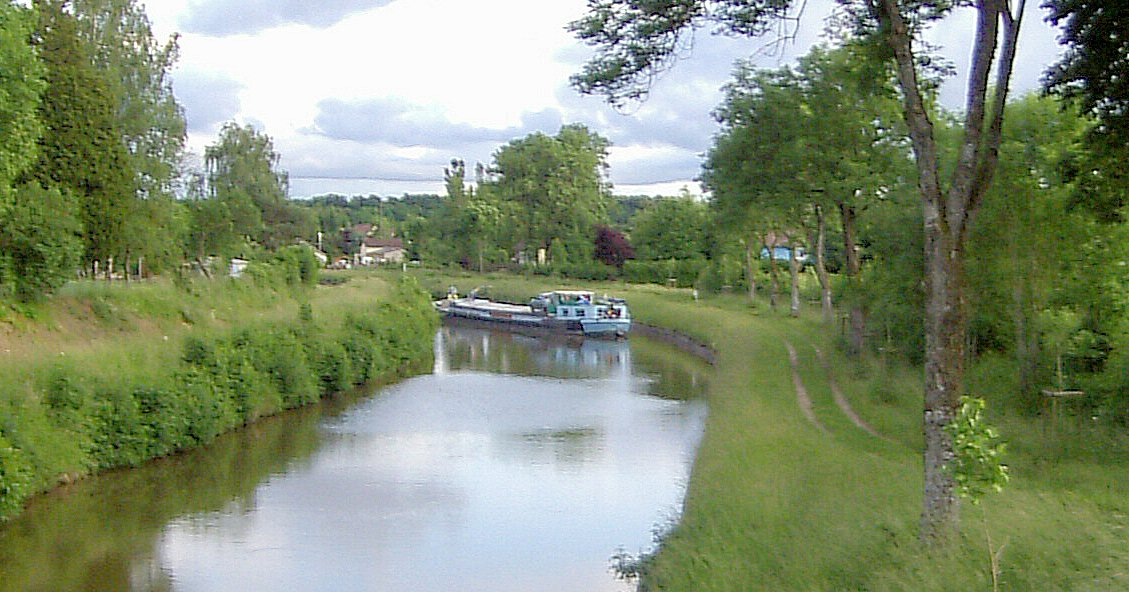
Canal des Vosges in Girancourt unterhalb der ersten Abstiegsschleuse Richtung Süden

In Girancourt befindet sich ein mit 382 Metern über dem Meer sehr niedriger Punkt der europäischen Hauptwasserscheide, die die Einzugsgebiete von Rhein und Saône voneinander trennt. Das war ein Grund, an dieser Stelle den Scheitel des Canal des Vosges, der Mosel und Saône verbindet, anzulegen. Die Quellen der Bäche Ruisseau du Breuil nördlich und Ruisseau des Sept Pecheurs südlich von Girancourt, deren Täler der Kanal zum Auf- und Abstieg nutzt, liegen nur 1300 Meter voneinander entfernt.
Etwa die Hälfte des 17,66 km² großen Gemeindegebietes besteht aus Wäldern, deren Flächen sich im Osten und Westen verdichten. Im Norden und Süden wechseln sich Ackerflächen mit Weiden und Streuobstwiesen ab.
Die Hauptsiedlungsachse der Gemeinde verläuft vom alten Dorfkern in Richtung Südsüdosten auf einer Länge von drei Kilometern in aufgelockerter Form bis zum Ortsteil Le Void de Girancourt. Zu Girancourt gehört des Weiteren der zwei Kilometer südöstlich vom Kern gelegene Ortsteil Le Bois de Girancourt, der schon im direkten Einzugsgebiet des Stausees von Bouzey (Réservoir de Bouzey) liegt – heute ein bedeutendes Naherholungsgebiet der nahen Stadt Épinal.
Nachbargemeinden von Girancourt sind Chaumousey im Norden und Nordosten, Renauvoid im Osten, Uzemain im Süden sowie Dommartin-aux-Bois im Westen.

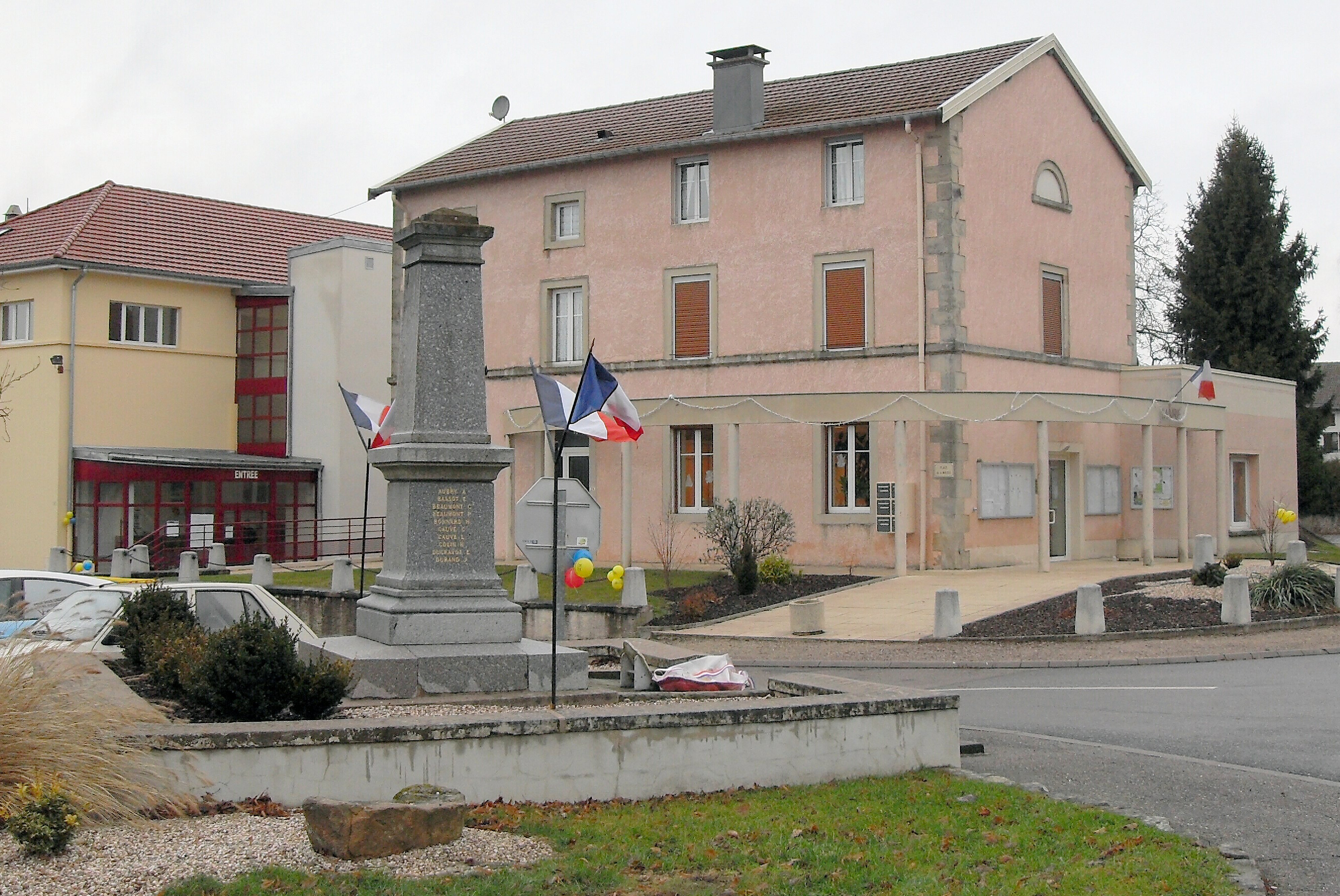
Gemeindeverwaltung (Mairie) in Girancourt

## Geschichte
Das Gebiet der heutigen Gemeinde gehörte zur Zeit der Gründung der Abtei Deuilly im Jahr 1044 zum Bann Girandi Curtis, der neben Girancourt auch die Orte Void-de-Girancourt, Audoncourt, Barbonfaing, Dommartin-aux-Bois, Hagémont, Méloménil, Nayémont, Renauvoid, Thiélouze und Uzemain umfasste und dessen Zentrum sich im heutigen Girancourt befand.
1793 hatte die Gemeinde noch die Schreibweise Grancourt.

### Forts
Im Gebiet der Gemeinde befinden sich mit dem Fort de Girancourt und dem Réduit du Thiéha (auch Fort Maryran genannt) zwei der nach dem Deutsch-Französischen Krieg ringförmig um Épinal angelegten großen Befestigungsanlagen.
Das Fort de Girancourt liegt 422 Meter über dem Meer in einem Wald südöstlich des Dorfkerns. Es wurde aus gelbem Sandstein errichtet. Das Fort sollte die Verteidigung des Canal des Vosges und Straße von Épinal nach Dijon sichern. Im Jahr 1879 begann der Bau des Forts, die Indienststellung erfolgte 1890. Bis 1914 wurde es mehrmals erweitert. Die Besatzung bestand aus bis zu 472 Mann. Neben der Bewaffnung, die aus zahlreichen Kanonen und Geschützen bestand, wurden hier unter anderem 100 Tonnen Schwarzpulver und 700.000 Schuss Munition gelagert. Zur Anlage gehörten weiterhin eine Krankenstation, eine Bäckerei, Brunnen und Zisternen. Zwischen 1900 und 1906 wurden die Bunkeranlagen erweitert und es kam ein Kraftwerk hinzu. Das Fort de Girancourt war noch bis in die 1970er Jahre Munitionsdepot. Es ist heute im Besitz der Gemeinde und dem Verfall preisgegeben. Der Zugang zum Fort ist verboten.
Die befestigte Stellung Réduit du Thiéha (Fort Maryran) liegt auf 456 Metern Meereshöhe unmittelbar westlich von Void de Girancourt in einem Waldstück. Seit dem Baubeginn 1885 war auch sie mit maximal 250 Mann Besatzung Teil des Verteidigungsringes um Épinal. Die Anlage ist relativ gut erhalten und heute in privatem Besitz. Bei einem Erdbeben im Jahr 2005 stürzte das Eingangsportal ein. Der Zugang zur Anlage ist ebenfalls untersagt.

### Bevölkerungsentwicklung
| Jahr      | 1962 | 1968 | 1975 | 1982 | 1990 | 1999 | 2011 | 2021 |
| Einwohner | 532  | 555  | 516  | 680  | 742  | 759  | 867  | 882  |

Im Jahr 1881 wurde mit 995 Bewohnern die bisher höchste Einwohnerzahl ermittelt. Die ruhige Lage nahe dem Stausee Bouzey und die Nähe zur Départements-Hauptstadt Épinal zog ab den 1980er Jahren vermehrt Städter nach Girancourt. Die Zahlen basieren auf den Daten von cassini.ehess und INSEE.

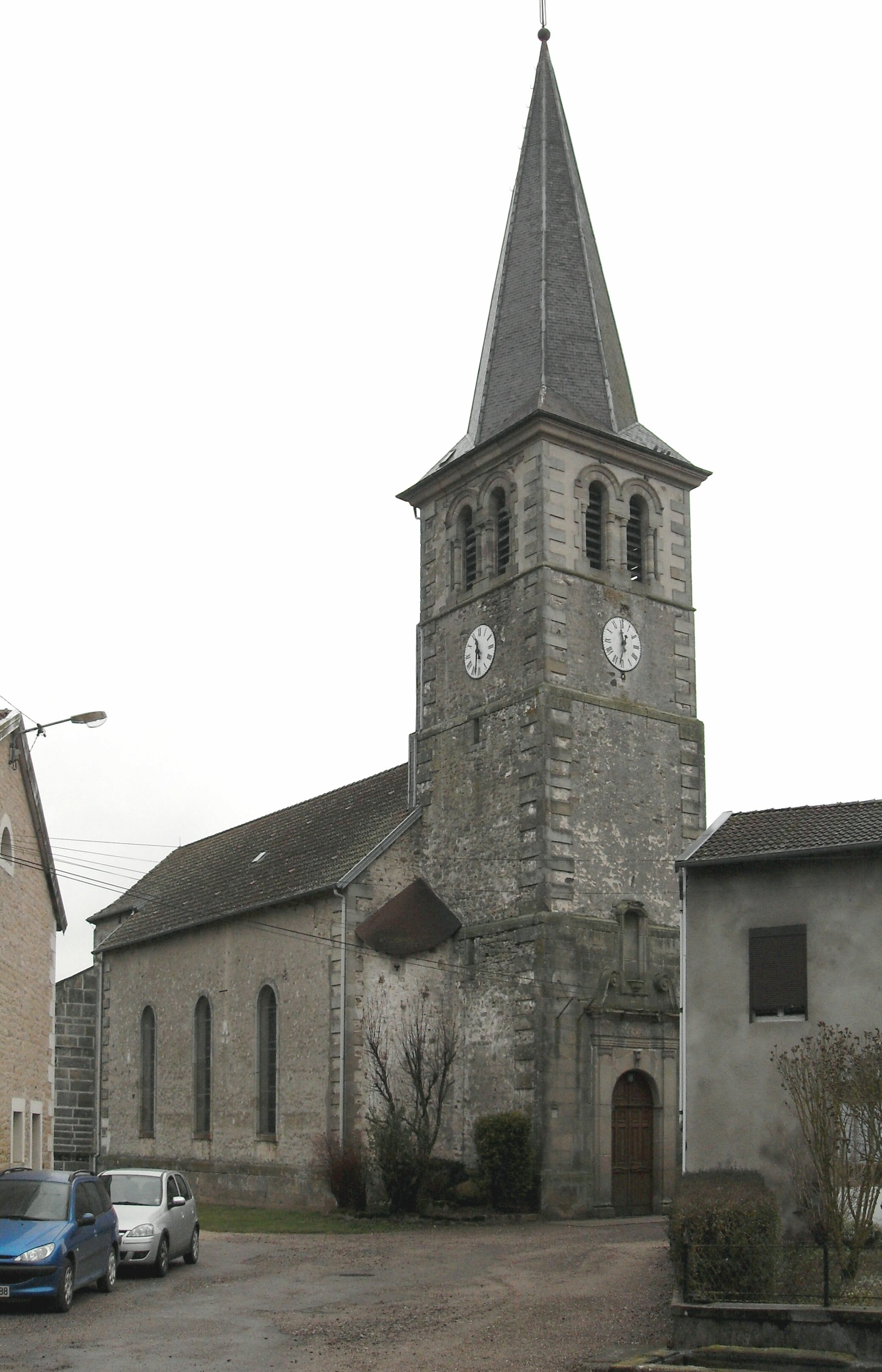
Kirche Saint-Brice in Girancourt

## Sehenswürdigkeiten
Die Kirche Saint-Brice wurde 1721 errichtet, Turm und Portal folgten ein Jahr später. Aus der unweit von Girancourt liegenden Abtei in Chaumousey stammen die Skulptur Marias mit Kind sowie das Altarbild.
Am Ortsausgang Richtung Norden steht ein markantes Flurkreuz.

## Wirtschaft und Infrastruktur
In der Gemeinde sind 15 Landwirtschaftsbetriebe ansässig (Obst- und Gemüseanbau, Milchwirtschaft, Rinder-, Pferde- und Geflügelzucht). Daneben gibt es kleinere Handels- und Dienstleistungsunternehmen. Girancourt ist aber hauptsächlich Wohnort von Pendlern in die nahe Stadt Épinal und deren westliche Peripherie.
Girancourt ist Standort einer Grundschule
Épinal ist über die Départementsstraße 460 in östlicher Richtung erreichbar, nach Südwesten führt sie über Darney nach Bourbonne-les-Bains. Weitere Straßenverbindungen führen in die nördlichen und südlichen Nachbargemeinden.

## Belege
1. ↑  Quille Aumegeas: Geografie der Vogesen mit historischen Aufzeichnungen über die Vogesen von Albert Troux; Einleitung von René Martin, 8. Auflage 1951 (französisch: Aumegeas, Quille, Géographie des Vosges suivie d'une Notice historique sur le département des Vosges par Albert Troux; lettre-préface par René Martin - 8ème éd. 1951)
2. ↑  Ortsname auf cassini.ehess.fr
3. ↑  Fort de Girancourt auf fortiffsere.fr
4. ↑  Réduit du Thiéha auf fortiffsere.fr
5. ↑  Girancourt auf cassini.ehess
6. ↑  Girancourt auf INSEE
7. ↑  Landwirtschaftsbetriebe auf annuaire-mairie.fr (französisch)